# Jorge Luna (futbolista)
Jorge Luis Luna Vacca (Tigre (Buenos Aires)) Nacido el 14 de diciembre de 1986. Es un futbolista argentino. Juega de mediocampista en el Santiago Wanderers de la Primera B de Chile.

## Trayectoria
Se inició en el Club Atlético Caza y Pesca de Don Torcuato en su natal Tigre para luego debutar como profesional en el Deportivo Armenio de la Primera B de su país donde jugaría cuatro años para luego pasar a la Primera División jugando por Gimnasia y Esgrima de Jujuy.
En el club de Jujuy jugó sólo un partido en el Apertura 2007. En el regreso de su club a la Primera B Nacional llamaría la atención del Colo-Colo de Chile pero finalmente sería San Martín de San Juan, que entonces jugaba en Primera División quienes se harían de sus servicios.
En San Martín fue una de las figuras del equipo, lo cual llamaría la atención del FC Volga ruso pero tras una temporada sería el nuevo fichaje de Estudiantes de La Plata. A mediados del 2014 parte a Santiago Wanderers de la Primera División de Chile, donde sería pieza clave en el subcampeonato de liga alcanzado por el club y proclamado ídolo del puerto tras anotar 10 goles y convertirse en una de las figuras del torneo, llegando a pelear el título hasta el último partido del campeonato. De esta forma logró ganarse el cariño de toda la hinchada caturra y de la ciudad quien vio en Luna ser uno de los mejores jugadores que han pasado por el club desde hace muchos años. En junio de 2015 se confirma su traspaso al club Al-Dhafra de Emiratos Árabes Unidos por la cifra cercana a 1.000.000 $ por 3 años.

## Estadísticas

### Clubes
| Club                                  | Div.             | Temporada        | Liga  | Liga  | Liga   | Copas nacionales | Copas nacionales | Copas nacionales | Torneos internacionales | Torneos internacionales | Torneos internacionales | Total | Total | Total  |
| Club                                  | Div.             | Temporada        | Part. | Goles | Asist. | Part.            | Goles            | Asist.           | Part.                   | Goles                   | Asist.                  | Part. | Goles | Asist. |
| ------------------------------------- | ---------------- | ---------------- | ----- | ----- | ------ | ---------------- | ---------------- | ---------------- | ----------------------- | ----------------------- | ----------------------- | ----- | ----- | ------ |
| Deportivo Armenio Argentina           | 3.ª              | 2003-07          | 62    | 9     | ?      | —                | —                | —                | —                       | —                       | —                       | 62    | 9     | ?      |
| Gimnasia y Esgrima de Jujuy Argentina | 1.ª              | 2007-08          | 19    | 2     | 2      | —                | —                | —                | —                       | —                       | —                       | 19    | 2     | 2      |
| Gimnasia y Esgrima de Jujuy Argentina | 1.ª              | 2008-09          | 30    | 1     | 2      | —                | —                | —                | —                       | —                       | —                       | 30    | 1     | 2      |
| Gimnasia y Esgrima de Jujuy Argentina | 2.ª              | 2009-10          | 32    | 4     | 7      | —                | —                | —                | —                       | —                       | —                       | 32    | 4     | 7      |
| Gimnasia y Esgrima de Jujuy Argentina | 2.ª              | 2010-11          | 22    | 3     | 3      | —                | —                | —                | —                       | —                       | —                       | 22    | 3     | 3      |
| Gimnasia y Esgrima de Jujuy Argentina | 2.ª              | 2011-12          | 33    | 7     | 5      | 1                | 0                | 0                | —                       | —                       | —                       | 34    | 7     | 5      |
| Gimnasia y Esgrima de Jujuy Argentina | Total club       | Total club       | 136   | 17    | 19     | 1                | 0                | 0                | 0                       | 0                       | 0                       | 137   | 17    | 19     |
| San Martín de San Juan Argentina      | 1.ª              | 2012-13          | 35    | 7     | 13     | —                | —                | —                | —                       | —                       | —                       | 35    | 7     | 13     |
| Estudiantes de La Plata Argentina     | 1.ª              | 2013-14          | 17    | 0     | 0      | 2                | 0                | 0                | —                       | —                       | —                       | 19    | 0     | 0      |
| Estudiantes de La Plata Argentina     | Total club       | Total club       | 17    | 0     | 0      | 2                | 0                | 0                | 0                       | 0                       | 0                       | 19    | 0     | 0      |
| Santiago Wanderers · Chile            | 1.ª              | 2014-15          | 32    | 16    | 11     | 4                | 0                | 0                | —                       | —                       | —                       | 36    | 16    | 11     |
| Al-Dhafra · EAU                       | 1.ª              | 2015-16          | 5     | 0     | 1      | 3                | 0                | 0                | —                       | —                       | —                       | 8     | 0     | 1      |
| Al-Dhafra · EAU                       | Total club       | Total club       | 5     | 0     | 1      | 3                | 0                | 0                | 0                       | 0                       | 0                       | 8     | 0     | 1      |
| San Martín de San Juan Argentina      | 1.ª              | 2016             | 4     | 1     | 1      | 1                | 0                | 0                | —                       | —                       | —                       | 5     | 1     | 1      |
| San Martín de San Juan Argentina      | 1.ª              | 2016-17          | 2     | 0     | 0      | —                | —                | —                | —                       | —                       | —                       | 2     | 0     | 0      |
| San Martín de San Juan Argentina      | Total club       | Total club       | 41    | 8     | 14     | 1                | 0                | 0                | 0                       | 0                       | 0                       | 42    | 8     | 14     |
| Universidad de Concepción · Chile     | 1.ª              | 2017             | 9     | 0     | 2      | —                | —                | —                | —                       | —                       | —                       | 9     | 0     | 2      |
| Universidad de Concepción · Chile     | Total club       | Total club       | 9     | 0     | 2      | 0                | 0                | 0                | 0                       | 0                       | 0                       | 9     | 0     | 2      |
| Cobreloa · Chile                      | 2.ª              | 2018             | 25    | 3     | 10     | 7                | 1                | 3                | —                       | —                       | —                       | 32    | 4     | 13     |
| Cobreloa · Chile                      | Total club       | Total club       | 25    | 3     | 10     | 7                | 1                | 3                | 0                       | 0                       | 0                       | 32    | 4     | 13     |
| Rangers · Chile                       | 2.ª              | 2019             | 25    | 4     | 7      | 3                | 0                | 0                | —                       | —                       | —                       | 28    | 4     | 7      |
| Rangers · Chile                       | Total club       | Total club       | 25    | 4     | 7      | 3                | 0                | 0                | 0                       | 0                       | 0                       | 28    | 4     | 7      |
| Deportivo Armenio Argentina           | 3.ª              | 2020             | 4     | 0     | 0      | —                | —                | —                | —                       | —                       | —                       | 4     | 0     | 0      |
| Deportivo Armenio Argentina           | Total club       | Total club       | 66    | 9     | ?      | 0                | 0                | 0                | 0                       | 0                       | 0                       | 66    | 9     | ?      |
| Deportes Copiapó · Chile              | 2.ª              | 2020             | 10    | 3     | 3      | —                | —                | —                | —                       | —                       | —                       | 10    | 3     | 3      |
| Deportes Copiapó · Chile              | 2.ª              | 2021             | 34    | 3     | 16     | —                | —                | —                | —                       | —                       | —                       | 34    | 3     | 16     |
| Deportes Copiapó · Chile              | 2.ª              | 2022             | 35    | 8     | 10     | 1                | 0                | 0                | —                       | —                       | —                       | 36    | 8     | 10     |
| Deportes Copiapó · Chile              | 1.ª              | 2023             | 24    | 1     | 5      | 2                | 0                | 2                | —                       | —                       | —                       | 26    | 1     | 7      |
| Deportes Copiapó · Chile              | 1.ª              | 2024             | 28    | 2     | 9      | 2                | 0                | 0                | —                       | —                       | —                       | 30    | 2     | 9      |
| Deportes Copiapó · Chile              | Total club       | Total club       | 131   | 17    | 43     | 5                | 0                | 2                | 0                       | 0                       | 0                       | 136   | 17    | 45     |
| Santiago Wanderers · Chile            | 2.ª              | 2025             | 20    | 4     | 9      | 9                | 0                | 3                | —                       | —                       | —                       | 29    | 4     | 12     |
| Santiago Wanderers · Chile            | Total club       | Total club       | 52    | 20    | 20     | 13               | 0                | 3                | 0                       | 0                       | 0                       | 65    | 20    | 23     |
| Total en carrera                      | Total en carrera | Total en carrera | 507   | 78    | 116    | 35               | 1                | 8                | 0                       | 0                       | 0                       | 542   | 79    | 124    |
| 1. 2.                                 |                  |                  |       |       |        |                  |                  |                  |                         |                         |                         |       |       |        |

## Palmarés

### Distinciones individuales
| Distinción                                 | Año  |
| ------------------------------------------ | ---- |
| Parte del Equipo Ideal de El Gráfico Chile | 2014 |